# Plinsen

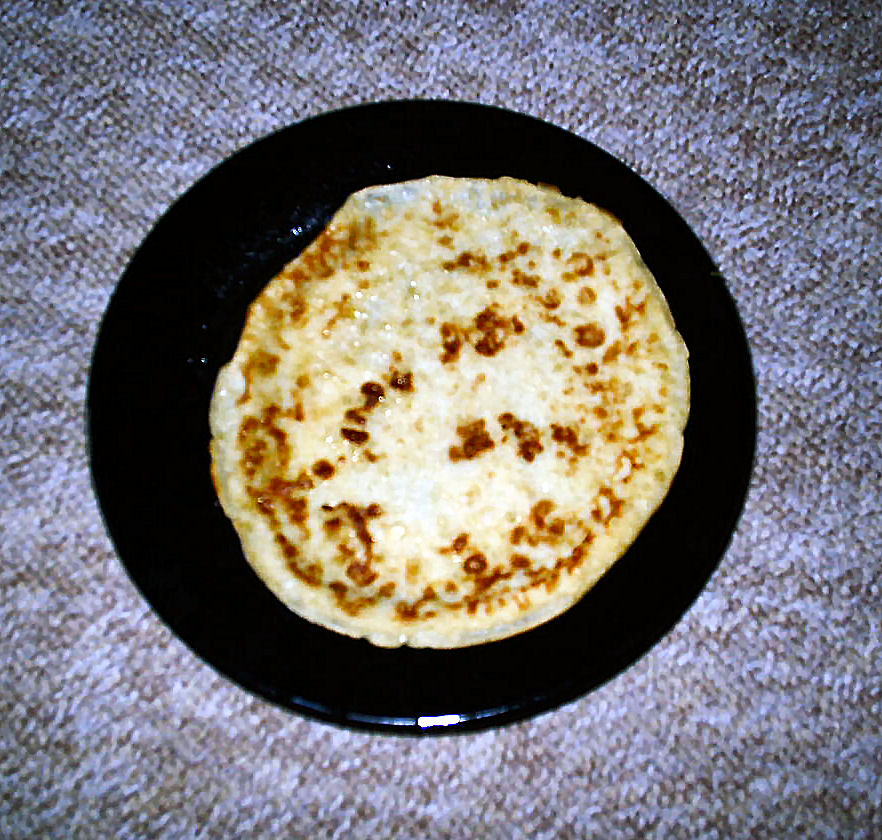
Una Plinse.

Las Plinsen (denominado en sajón también como Blinsen) son una especie de tortita elaborada con ingredientes básicos de harina, huevo y sal en una sartén. En algunos casos se añade un ingrediente extra como queso quark (denominado Quarkplinsen), Buttermilch, etc. Al Plinsen se le pueden poner diferentes rellenos dulces en su interior: mermelada, compota, azúcar, confitura, e incluso nutella. Aunque existen variantes saladas con carne de cerdo en salazón, queso, etc. Se puede comer frío o caliente. Es muy popular en la cocina de Brandenburgo y puede considerarse como una influencia de las cocinas del este de Europa.